# Jekaterina Sergejewna Baturina
Jekaterina Sergejewna Baturina (russisch Екатерина Сергеевна Батурина; * 28. Juli 1992 in Krasnojarsk) ist eine russische Rennrodlerin.
Baturina war zunächst Leichtathletin, Rennrodeln betreibt sie, seitdem sie acht Jahre als ist. Seit 2008 gehört sie zum russischen Junioren-Nationalkader, seit 2012 zum A-Nationalkader.

## Juniorin
Jekaterina Baturina bestritt ihre ersten internationalen Meisterschaften im Januar 2010 im Rahmen der Juniorenweltmeisterschaften in Igls, bei denen sie auf den 30. Platz fuhr. Ein Jahr später wurde sie in Oberhof schon Neunte. Zudem wurde sie bei den Junioreneuropameisterschaften 2011 in Cesana Sechste.

## Erste Schritte bei den Frauen
Ihr erstes Rennen bei den Frauen im Weltcup bestritt Baturina zum Auftakt der Saison 2011/12 in Igls, wo sie sich sogleich für das Weltcuprennen qualifizieren konnte und 23. wurde. Noch besser war sie in ihrem zweiten Rennen in Calgary, als sie als 18. erstmals unter die besten 20 fuhr. Nach einem 17. Platz am Königssee erreichte sie in Oberhof in ihrem vierten Rennen als Zehnte erstmals die besten Zehn. Danach kam Baturina erst einmal bei internationalen Juniorenmeisterschaften zum Einsatz. In Winterberg wurde sie Sechste bei den Junioreneuropameisterschaften 2012 und gewann dort mit Wladimir Pitilimow sowie Yury Kalinin und Sergey Belyaev mit der Staffel die Silbermedaille hinter dem deutschen Team. Bei den Junioreneuropameisterschaften 2012 am Königssee wurde sie 13. und gewann mit Wladimir Pitilimow sowie dem Doppel Andrei Bogdanow und Andrei Medwedew auch hier die Staffel-Silbermedaille. Danach kam sie in Paramonowo noch einmal im Weltcup zum Einsatz und wurde auf der Bahn in der russischen Heimat erneut Zehnte. Da dieses Rennen zudem als Europameisterschaften 2012 gewertet wurde, wurde sie in dieser Wertung Achte. Mit 150 Punkten wurde sie am Ende 20. in der Weltcup-Gesamtwertung.
In der Saison 2012/13 konnte Baturina ihre positive Entwicklung fortsetzen. Zum Saisonauftakt in Igls wurde sie 14., danach verbesserte sie ihr bestes Ergebnis im Weltcup am Königssee auf einen neunten Platz. Nach einem 12. Platz in Altenberg und Platz 14 in Sigulda folgte bei einem zweiten Saisonrennan am Königssee mir Rang 22 zunächst ein Rückschritt. Der anschließende Weltcup in Oberhof waren zugleich die Europameisterschaften 2013. Im Weltcup platzierte sie sich dort als 15. im Rahmen der EM auf Rang elf. Nach einem 12. Platz in Winterberg folgten die Weltmeisterschaften 2013 in Whistler. Hier wurde Baturina 16., im Rahmen der separaten U-23-Wertung wurde sie Siebte. Beim vorolympischen Saisonfinale in Sotschi fuhr sie auf Rang 12. Mit 236 Punkten wurde sie am Ende 15. der Weltcup-Gesamtwertung.
Die Olympiasaison begann für Baturina in Lillehammer mit dem Einstellen der bisherigen Bestleistung als Neunte. Nach schwächeren Platzierungen als 20. in Igls und 17. in Winterberg erreichte sie am Königssee erneut den neunten Platz und war damit beste Russin. Damit qualifizierte sie sich für die russische Staffel und wurde an der Seite von Alexander Peretjagin und dem Doppel Andrei Bogdanow und Andrei Alexandrowitsch Medwedew|Andrei Medwedew Vierte, womit sie nur um einen Rang eine erste Podiumsplatzierung verpasste. Es folgte in Altenberg und Oberhof gute Ergebnisse mit den Rängen 15 und zehn, bevor Baturina in Sigulda als Achte ihre beste Platzierung um einen Rang verbesserte. Es waren zugleich die Europameisterschaften 2014, hier verpasste sie als Viertplatzierte nur um einen Rang eine Medaille, als vier der ersten fünf Plätze von russischen Rodlerinnen belegt wurden, allerdings Deutschland nur mit der zweiten Athletinnen-Reihe angetreten war. Mit 227 Punkten und Rang 16 wiederholte sie in der Gesamtwertung des Weltcups in etwa das Ergebnis des Vorjahres. Es folgte die erstmalige Teilnahme Olympischen Winterspielen. In ihrer russischen Heimat in Sotschi startete Baturina, die als Einheimische zum erweiterten Anwärterkreis für eine Medaille galt, mit einem schwachen 20. Platz im ersten Lauf, konnte sich aber im zweiten Lauf mit der achtbesten Zeit steigern. Nachdem sie im dritten Lauf die zehntbeste Laufzeit hatte, zeigte sie einen sehr guten abschließenden letzten Lauf mit der viertbesten Zeit. In der Addition wurde sie am Ende Zehnte.

## Etablierung in der erweiterten Weltspitze
Die nacholympische Saison 2014/15 begann für Baturina mit einem 15. Platz zum Saisonauftakt in Igls. Danach wurde sie 12. in Lake Placid und qualifizierte sich damit zum zweiten Mal für eine Weltcup-Staffel, mit der sie Fünfte wurde. Das letzte Rennen des Jahres in Calgary beendete sie als 18., das erste Rennen 2015 am Königssee wie auch das folgende in Oberhof als Elfte. In Winterberg verbesserte sie als Sechste ihre beste Platzierung erneut, nun bis auf Platz sechs. Zudem qualifizierte sie sich damit erneut für die Staffel, mit der sie an der Seite von Stepan Fjodorow sowie Alexander Denissjew und Wladislaw Antonow als Drittplatzierte zum ersten Mal das Podium erreichte. In Lillehammer verpasste sie als Viertplatzierte im Anschluss daran nur knapp ihre erste Podiumsplatzierung in einem Einzelrennen. Nicht ganz so gut verliefen die Weltmeisterschaften 2015 von Sigulda, bei denen Baturina Elfte wurde. In der separaten U-23-Wertung gewann sie hinter Jekaterina Katnikowa und Summer Britcher die Bronzemedaille. Wieder weitaus besser verlief das finale Saisonrennen in Sotschi, das zugleich die Europameisterschaften 2015 waren. In beiden Wertungen verpasste sie als Viertplatzierte nur um einen Rang das Podium. Am Ende war sie mit 319 Punkten 13. in der Gesamtweltcup-Wertung.

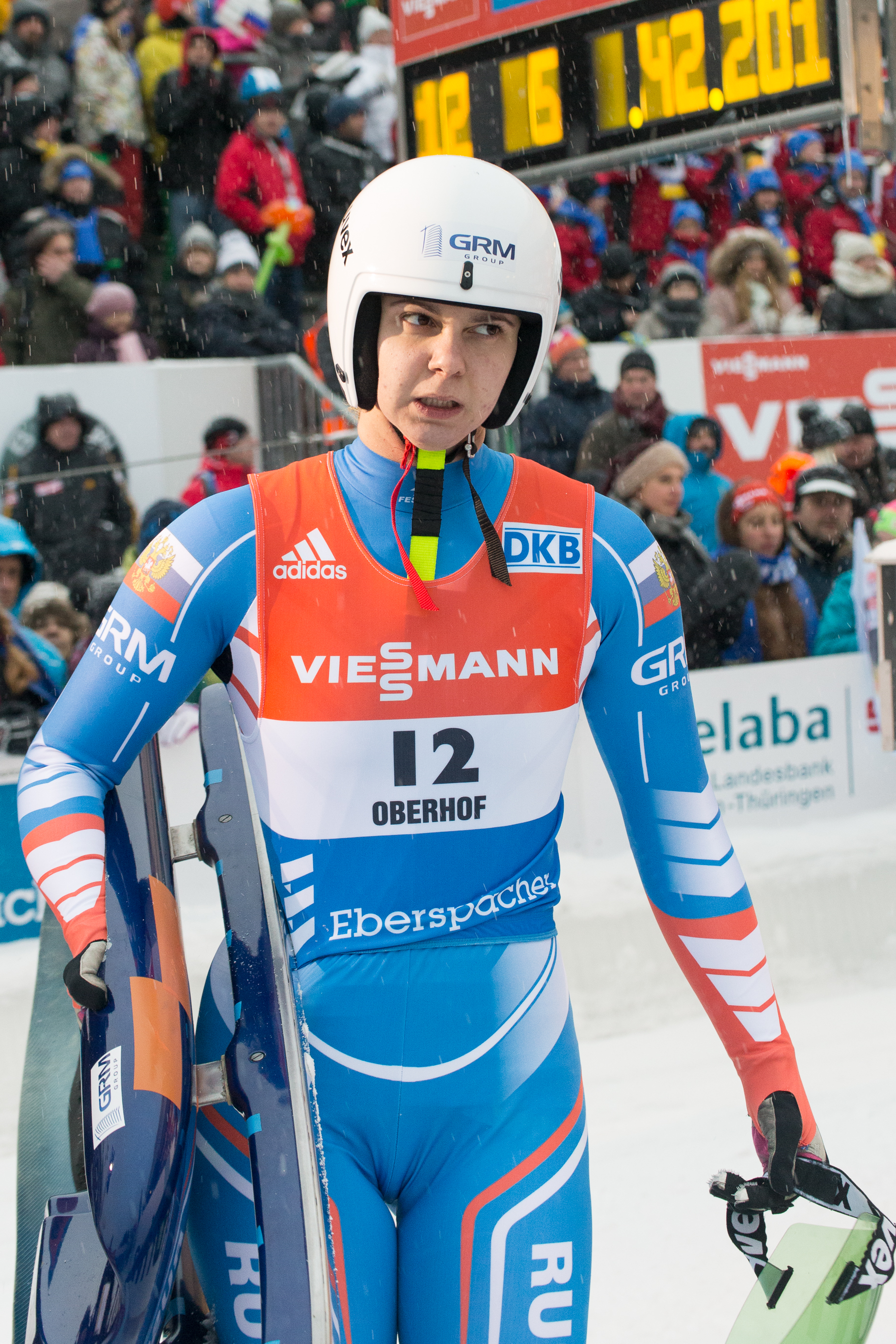
Baturina beim Weltcup in Oberhof, Januar 2016

Auch die Saison 2015/16 brachten wieder leichte Verbesserungen mit sich. Nach Platz 12 zum Saisonauftakt in Igls folgte wie üblich die Tour über die Bahnen Nordamerikas. Hier wurde sie zunächst Zehnte in Lake Placid und erreichte mit Rang 17 in Park City ihre schlechteste Saisonplatzierung. In Calgary konnte sie sich als Elfte erstmals für ein Sprintrennen qualifizieren, in dem sie 14. wurde. Nach dem Jahreswechsel wurde sie zunächst 15. in Sigulda und wurde anschließend zunächst 12. und dann Neunte im Sprint von Oberhof. Weltmeisterschaften 2016 am Königssee wurde Baturina zunächst 13. des Sprints und dann 12. des Einzelrennens. In Sotschi erreichte sie ihre beste Platzierung der Saison und wurde Fünfte. Der Weltcup in Altenberg, bei dem sie 15. wurde, waren zugleich die Europameisterschaften 2016, in deren Rahmen sie den zehnten Platz belegte. Zum Saisonfinale in Winterberg fuhr sie noch einmal auf einen 12. Platz. Mit 364 Punkten wurde sie am Ende Elfte des Gesamtweltcups.

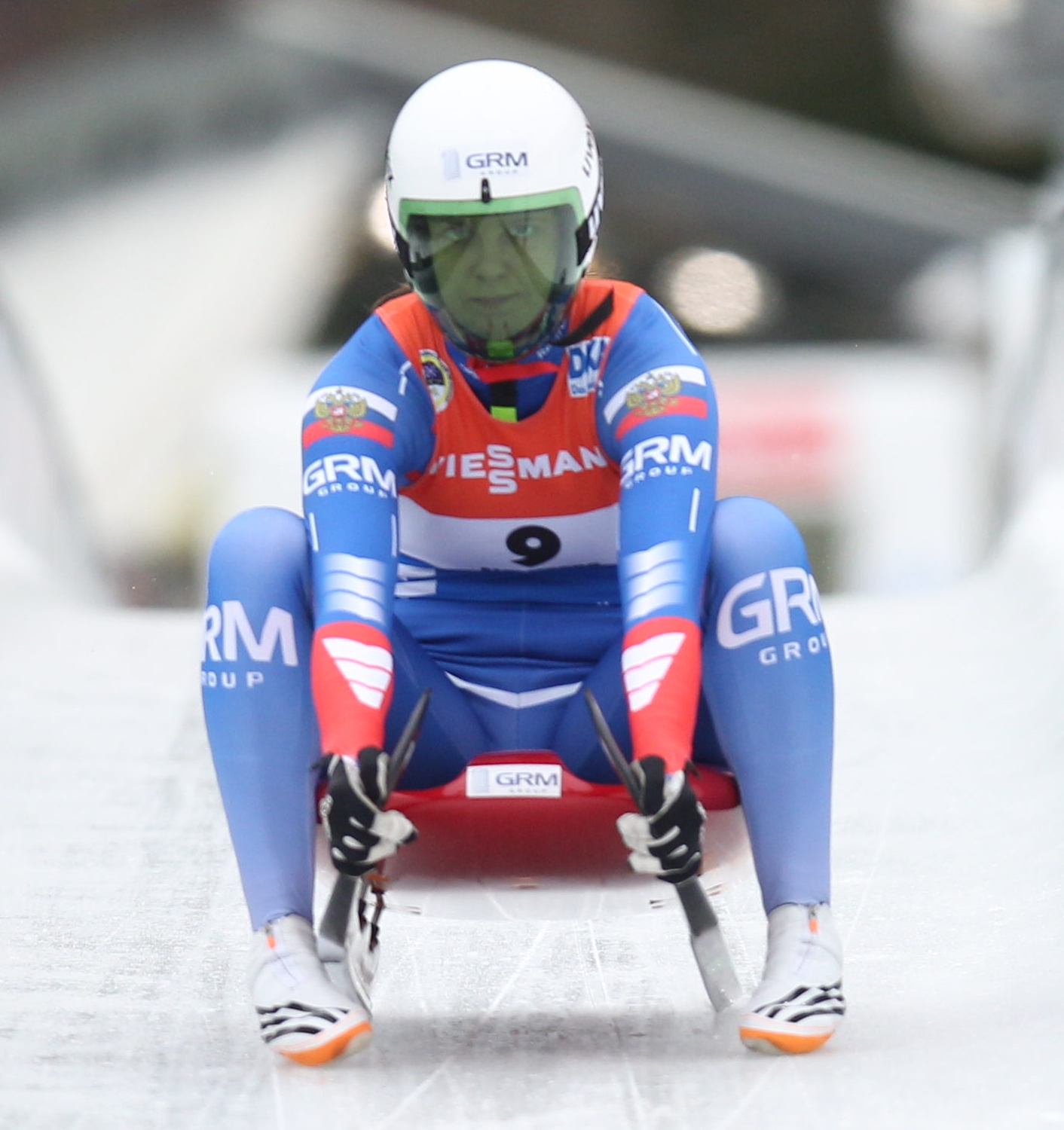
Beim Weltcup im Februar 2017 in Altenberg

Trotz einiger sehr guter Einzelergebnisse verlief die Saison 2016/17 etwas schwächer als die beiden vorherigen Saisonen. In Winterberg startete sie als 16. in die Saison, daran schloss sie die Nordamerika-Tour an. Nachdem sie in Lake Placid 13. des Einzelrennens geworden war, konnte sie sich damit dennoch als beste Russin für das Staffel-Rennen qualifizieren und mit dieser an der Seite von Andrei Bogdanow und Andrei Medwedew sowie Semjon Pawlitschenko hinter Kanada den zweiten Platz belegen. Nach einem achten Platz in Whistler folgten noch ein 13. Rang in Park City sowie Platz 15 im dortigen Sprint. Nach dem Jahreswechsel begann Baturina das neue Jahr mit einem eher schwachen 21. Platz am Königssee. Es waren zugleich die Europameisterschaften 2017, in deren Rahmen sie 14. wurde. Mit einem siebten Rang wieder besser verliefen die Rennen in Sigulda. Bei den Weltmeisterschaften 2017 konnte sie einmal mehr nicht unter die besten zehn fahren und wurde 12. Nach Platz 12 in Oberhof folgten die Proberennen auf der Olympiabahn von Pyeongchang mit Rang 12. Zum Saisonfinale in Altenberg konnte Baturina sich noch einmal steigern und die Saison mit einem neunten Platz beschließen. Mit 301 Punkten war sie am Ende 15. des Gesamtweltcups sowie Fünfte in der Gesamtwertung des Nationencups.

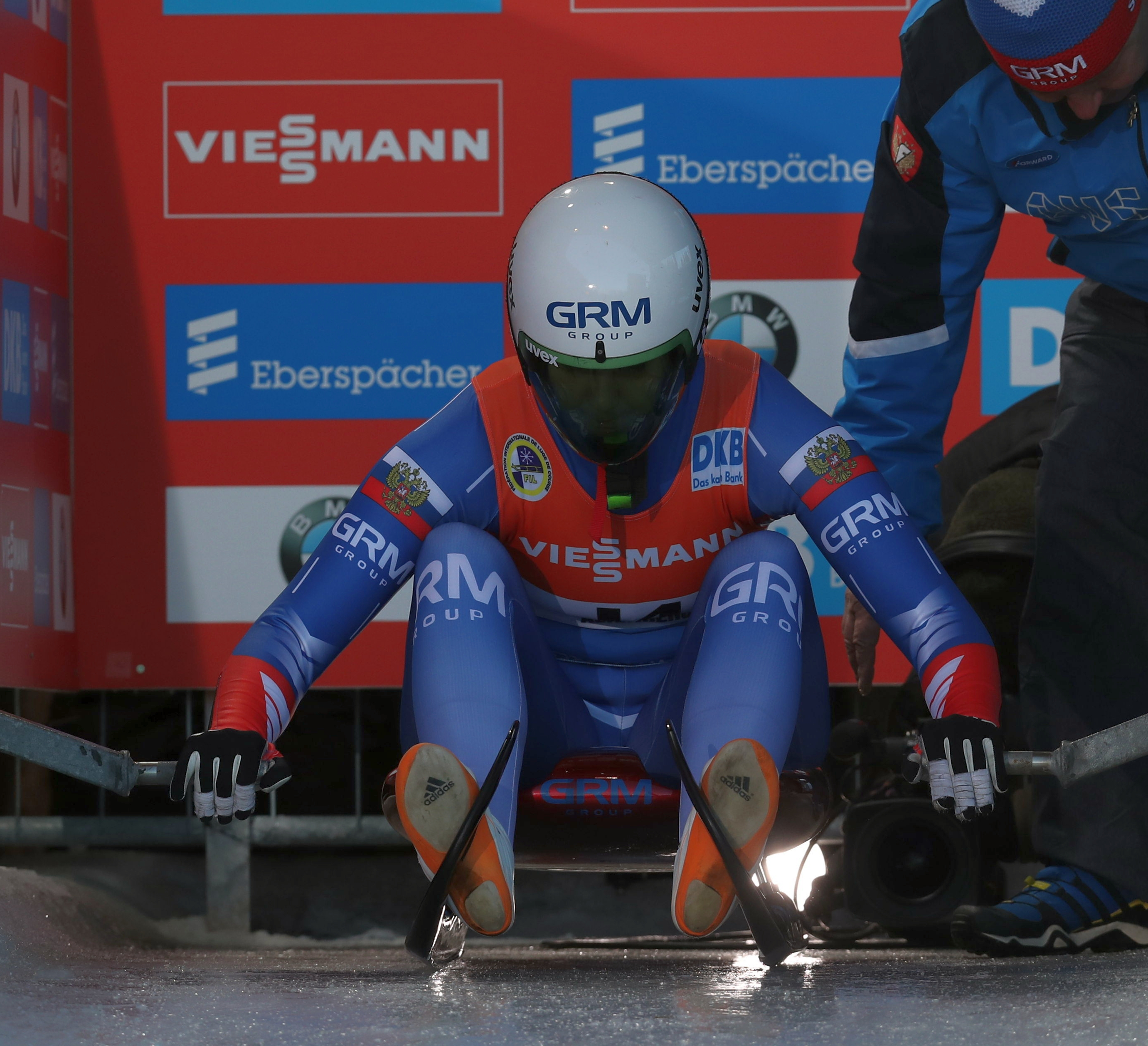
Baturina im Dezember 2017 beim Weltcup in Altenberg

Die Olympiasaison 2017/18 verlief für Baturina erneut etwas schwächer, nachdem sie diese zunächst recht gut begonnen hatte. Als Siebte in Igls war sie beste Russin und damit mal wieder für die russische Staffel qualifiziert. Mit Pawlitschenko, Denissjew und Antonow belegte sie den dritten Platz. In Winterberg belegte sie den 20. Platz, Altenberg wurde sie 19. Daran schloss sich die Nordamerika-Tour am. In Calgary wurde sie 17., in Lake Placid 15. womit sie sich gerade noch für den Sprint qualifizierte, den sie als 12 beschloss. Nach dem Jahreswechsel setzte sie die Saison mit ähnlichen Platzierungen fort: 14. am Königssee und 15. in Oberhof. In Lillehammer verpasste sie als 15. des Nationencup-Rennens ebenso wie anschließend als 17. in Sigulda erstmals seit langem das Hauptrennen. Das letzte Saisonrennen war zugleich die Europameisterschaften 2018, in deren Rahmen sie sich dennoch platzieren konnte und ebenfalls 17. wurde. Mit 254 Punkten war sie am Ende 21. der Weltcup-Gesamtwertung, auch in der Gesamtwertung des Nationencups wurde sie nur 17. Daran schlossen sich Baturinas zweite Olympische Winterspiele an. Sie war als einzige russische Starterin nach den Dopingvorkommen vier Jahre zuvor als nationenunabhängige Einzelstarterin vom IOC eingeladen worden. Erneut verpatzte sie den ersten Durchgang und wurde nur 21., auch im zweiten Lauf fuhr sie nur die 16. Zeit. Im Dritten Lauf erzielte sie ihr bestes Ergebnis mit der zwölftbesten Zeit und wurde im letzten Lauf erneut nur 17. In der Endabrechnung wurde Baturina schließlich 15. Mit Denissjew und Antonow sowie Roman Repilow wurde sie mit der Staffel Siebte.

## Zunehmender Konkurrenzdruck

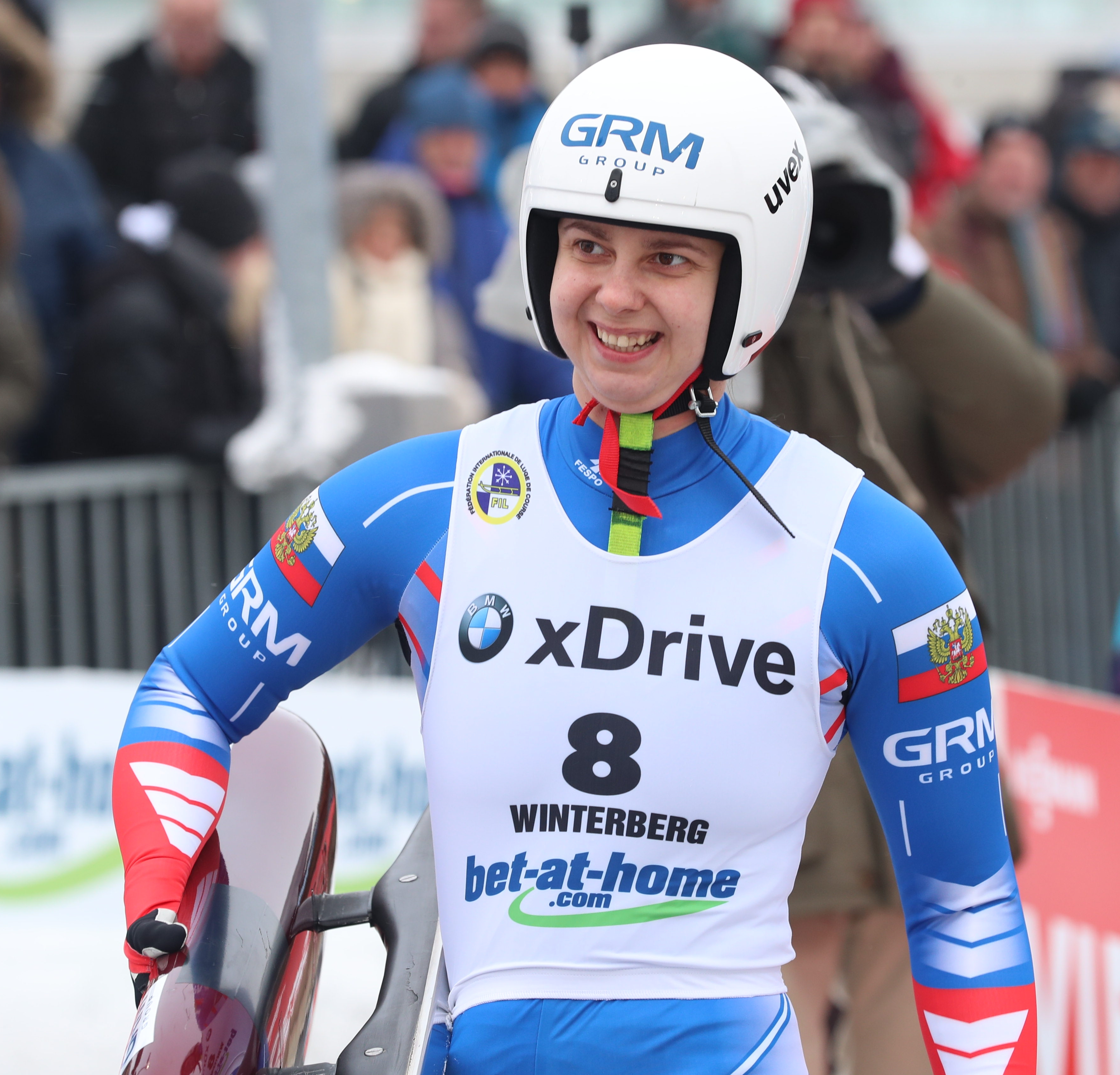
Baturina im Ziel beim Sprintrennen der Weltmeisterschaften 2019

Die nacholympische Saison 2018/19 wurde zur erfolgreichsten Saison Baturinas. Sie startete mit einem 12. Rang in Igls in die Saison, im Sprintrennen fuhr sie auf den neunten Platz. Auch die Nordamerika-Tour begann mit einem neunten Rang in Whistler, danach wurde sie 15. des Sprints. In Calgary gewann sie zunächst das Nationencup-Rennen und wurde anschließend 15. des Weltcuprennens. Das Jahr beschloss sie mit Platz acht sowie 13 im Sprintrennen von Lake Placid. Nach dem Jahreswechsel startete sie mit einem zweiten Rang im Nationencup von Sigulda in das neue Jahr, im Weltcup-Rennen daraufhin fuhr sie auf den elften Platz. Bei den Weltmeisterschaften 2019 in Winterberg erreichte sie ihre besten Resultate der Karriere bei Weltmeisterschaften. Nach einem sechsten Rang im Sprint wurde sie Achte im Einzelrennen. Nach der WM wurde sie in Altenberg Zweite des Nationencups und danach 15. des Einzels, in Oberhof folgte auf einen zweiten Rang im Nationencup-Rennen ein achter Rang im Weltcup-Rennen. Das Rennen in Oberhof waren zudem die Europameisterschaften 2019, in deren Wertung sie den siebten Platz belegte. Beim Saisonfinale in Sotschi wurde Baturina zunächst Sechste auf ihrer Heimbahn und anschließend Zehnte des Sprintrennens. Mit 408 Punkten gewann sie so viele wie nie vorher und stellte mit Rang elf in der Gesamtwertung zudem beste Platzierung auf. Zudem wurde sie in der Nationencup-Wertung mit 476 Punkten Dritte.

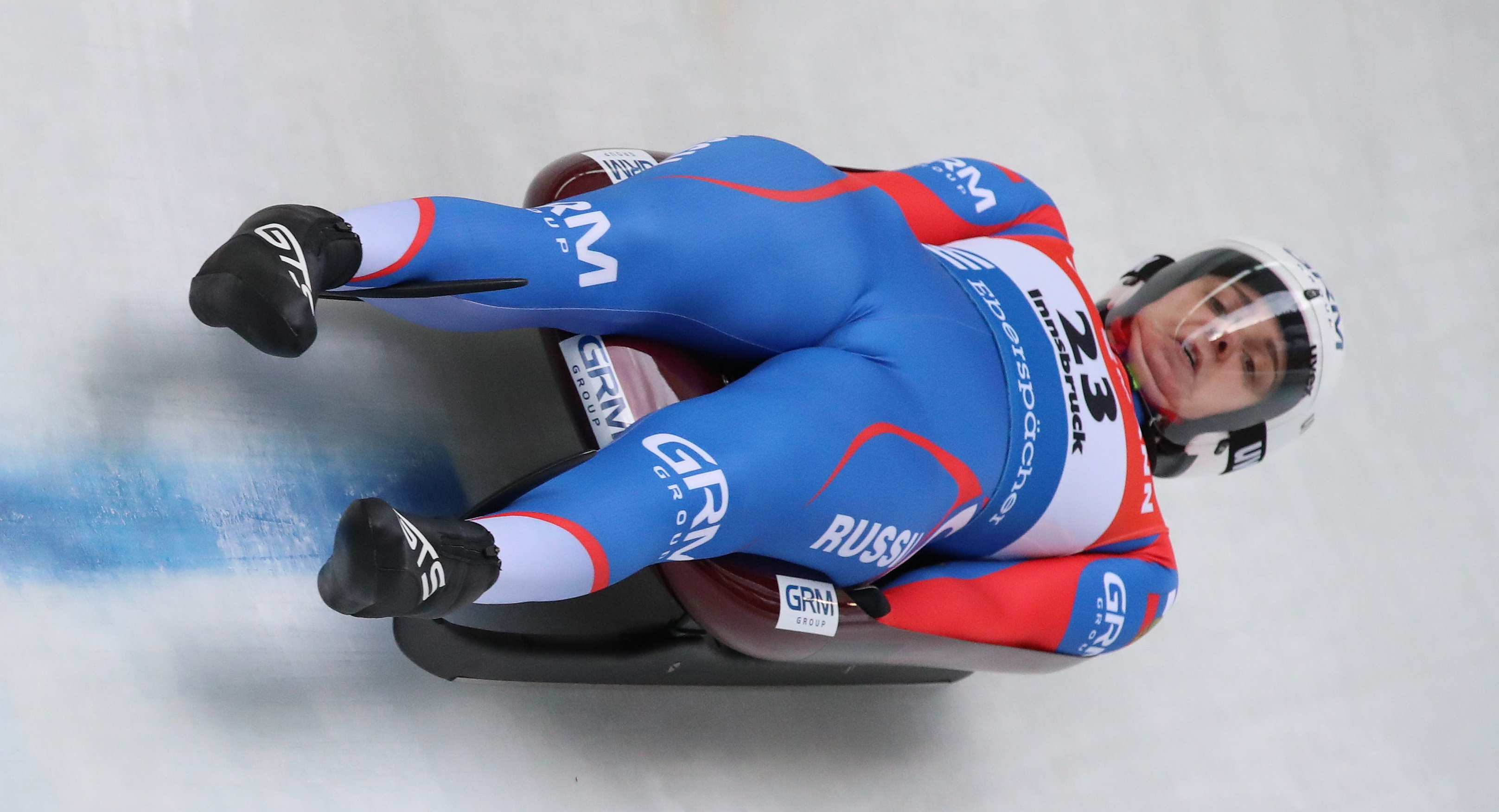
Beim Saisonauftakt der Saison 2019/20 in Igls

Baturina begann die nächste Saison mit schwächeren Resultaten, zwei 16. Rängen, in Igls und Lake Placid. Danach wurde sie in Whistler nur 22. Damit verlor sie ihren Platz im russischen Team, in dem Tatjana Iwanowa, Wiktorija Demtschenko und Jekaterina Katnikowa gesetzt waren, an die nachrückende jüngere Rodlerin Olessja Michailenko. Im weiteren Saisonverlauf kam sie in Altenberg, Lillehammer, Sigulda und Oberhof noch im Nationencup zum Einsatz, ohne sich dabei für den Weltcup qualifizieren zu können. Doch nur in Lillehammer konnte sie sich als Achte unter die besten Zehn qualifizieren. Mit nur 60 Punkten wurde sie 36. der Weltcup-Gesamtwertung, zudem 29. der Nationencup-Wertung.
Zum Auftakt in die durch die COVID-19-Pandemie eingeschränkte Saison 2020/21 gelang Baturina in Igls die Rückkehr in den Weltcup, doch konnte sie – wie alle russischen Starter abgesehen von Katnikowa – nicht recht überzeugen. Als Siebte des Nationencup-Rennens schaffte sie die sichere Qualifikation für das Weltcup-Rennen, in dem sie aber als 17. das Sprintrennen verpasste. Auch die weitere Saison verlief für Baturina extrem durchwachsen, ein Platz in den Top 10 gelang bei keiner Weltcupstation. Platz 13 bei der Weltcupstation Oberhof II und Platz 12 beim Weltcupfinale in St. Moritz–Celerina bildeten die besten Ergebnisse, Platz 22 bei der Weltcupstation Igls II bildete den Tiefpunkt. Bei den Europameisterschaften 2021 in Sigulda wurde sie Achtzehnte, ebenso wie in der klassischen Disziplin bei den Weltmeisterschaften 2021 am Königssee. Dort wurde sie im Sprint Elfte. Im Nationencup, der als Qualifikation für die jeweiligen Weltcuprennen dient, wurde Baturina in der Gesamtwertung Dritte, obwohl sie keine einzige Podestplatzierung erreichen konnte. Zwei Vierte Plätze in Altenberg und am Königssee waren die besten Ergebnisse, Baturina gelang jedoch in allen Rennen die Weltcup-Qualifikation. In der Gesamtwertung des Weltcups belegte sie schlussendlich Platz 18.

## National
National gewann Baturina 2013 ihre erste Vizemeisterschaft. Auch 2015 gewann sie die Vizemeisterschaft im Einzel sowie mit dem Team der Region Krasnojarsk die Bronzemedaille. 2016 gewann sie mit dem Team den Titel und wurde Dritte im Einzel. 2017 wurde sie in beiden Wettbewerben Vizemeisterin, 2018 gewann sie die Titel in beiden Wettbewerben. Im Jahr darauf wurde sie erneut Vizemeisterin und gewann erneut den Titel mit dem Team der Region Krasnojarsk.

## Statistik

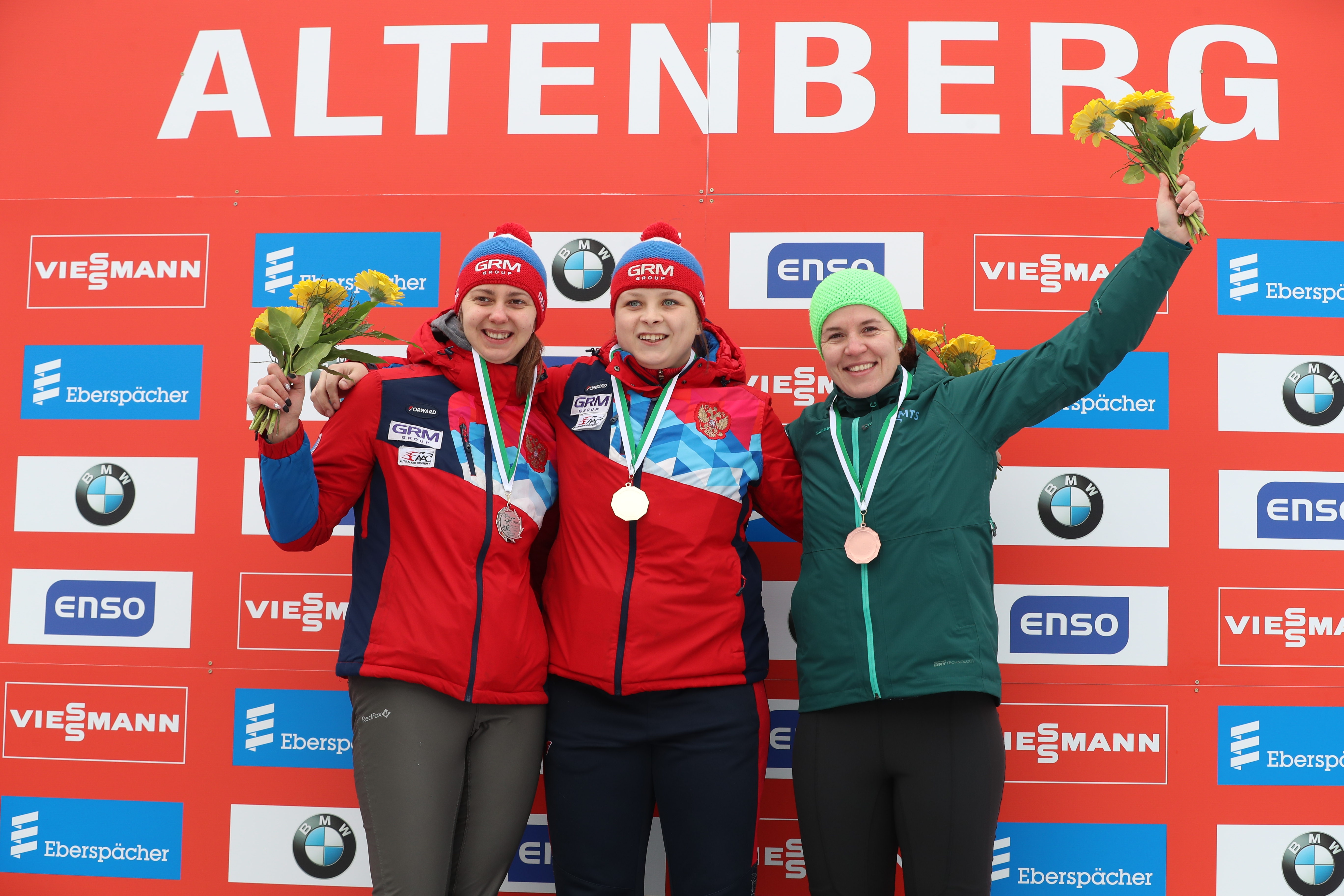
Auf dem Podium als Zweitplatzierte beim Nationencuprennen 2019 in Altenberg: Baturina, Demtschenko und Raluca Strămăturaru (von links)

Platzierungen im Gesamtweltcup
| Saison  | Platz | Punkte | Sprintweltcup | Nationencup | NC-Punkte |
| ------- | ----- | ------ | ------------- | ----------- | --------- |
| 2011/12 | 20.   | 150    | 0–            | 06.         | 308       |
| 2012/13 | 15.   | 236    | 0–            | 15.         | 248       |
| 2013/14 | 16.   | 227    | 0–            | 04.         | 403       |
| 2014/15 | 13.   | 319    | 0–            | 24.         | 112       |
| 2015/16 | 12.   | 364    | 0–            | 15.         | 200       |
| 2016/17 | 15.   | 301    | 20.           | 05.         | 345       |
| 2017/18 | 21.   | 254    | 0–            | 17.         | 205       |
| 2018/19 | 11.   | 408    | 07.           | 03.         | 476       |
| 2019/20 | 36.   | 060    | 0–            | 29.         | 109       |
| 2020/21 | 18.   | 249    | 023.          | 3.          | 423       |

## Einzelbelege
1. ↑  Санный спорт: Батурина Екатерина Сергеевна // ИА Спортком. Abgerufen am 26. September 2020.
2. ↑  alle Olympia-Resultate unter Berücksichtigung der Streichung Tatjana Iwanowas wegen der russischen Dopingvergehen
3. ↑  Ekaterina BATURINA - Olympic Luge | Olympic Athlete from Russia. 15. Juni 2018, abgerufen am 26. September 2020 (englisch).
4. ↑  Федерация санного спорта России | Батурина Екатерина Сергеевна | Санный спорт. Archiviert vom Original (nicht mehr online verfügbar) am 1. Dezember 2017; abgerufen am 26. September 2020.  Info: Der Archivlink wurde automatisch eingesetzt und noch nicht geprüft. Bitte prüfe Original- und Archivlink gemäß Anleitung und entferne dann diesen Hinweis.

| Personendaten    | Personendaten                                                                                             |
| ---------------- | --- |
| NAME             | Baturina, Jekaterina Sergejewna                                                                           |
| ALTERNATIVNAMEN  | Baturina, Jekaterina (Kurzname); Батурина, Екатерина Сергеевна (russisch); Baturina, Ekaterina (englisch) |
| KURZBESCHREIBUNG | russische Rennrodlerin                                                                                    |
| GEBURTSDATUM     | 28. Juli 1992                                                                                             |
| GEBURTSORT       | Krasnojarsk                                                                                               |